# Герб Буинска (Татарстан)
Исторический герб города «Буинска» — административного центра Буинского района Татарстана Российской Федерации.

## Описание герба и его символики
Герб Буинска был Высочайше утверждён 22 декабря 1780 года императрицей Екатериной II вместе с другими гербами городов Симбирского наместничества (ПСЗ, 1780, Закон № 15101)
Подлинное описание герба города Буинска гласило:

«Серебреная овца въ зеленомъ полѣ, означающая изобиліе сего рода скота».
В верхней части щита — герб Симбирского наместничества: «В синем поле на белом столбе золотая корона».

## История герба
Первое упоминание о Буинске относится к 1691 году. Русское название образовано из татарского буа «запруда».
15 сентября 1780 года село ясашных крестьян указом императрицы Екатерины II получило статус уездного города Буинск Симбирского наместничества, (с 1796 года Симбирской губернии).
В 1780 году был утверждён герб Буинска. Герб города был составлен в департаменте Герольдии при Сенате под руководством герольдмейстера, действительного статского советника Волкова А. А.

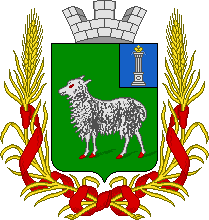
Проект герба Буинска (1863 год)

В 1863 году, в период геральдической реформы Кёне, был разработан проект нового герба уездного города Буинска (официально не утверждён):
«В зелёном щите серебряная с червлёными глазами и копытами овца. В вольной части герб Симбирской губернии. Щит увенчан серебряной башенной короной и окружён золотыми колосьями, соединёнными Александровской лентой».
В советский период герб Буинска (1780 года) не использовался.

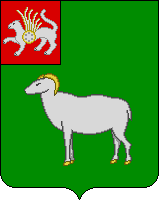
неофициальная эмблема Буинска

В постсоветский период решение о возрождении или восстановлении исторического герба города в качестве официального символа Буинска, городскими властями не принималось. Но существует неофициальная эмблема Буинска. Была составлена специально для сувенирных значков. 
Описание этой эмблемы, "В зеленом поле серебряная овца с золотыми рогами и копытами. В вольной части щита герб республики Татарстан".